# Effetto Lucifero (film)
Effetto Lucifero (The Stanford Prison Experiment) è un film del 2015 diretto da Kyle Patrick Alvarez. Tra gli interpreti principali figurano Billy Crudup, Ezra Miller, Michael Angarano, Tye Sheridan, Johnny Simmons e Olivia Thirlby.
Il film è incentrato sull'esperimento carcerario di Stanford, condotto nel 1971 dallo psicologo statunitense Philip Zimbardo presso l'Università di Stanford. Sull'esperimento carcerario di Stanford, negli anni precedenti, erano stati realizzati due film: The Experiment - Cercasi cavie umane (2001) e The Experiment (2010).

## Trama
Il professore di psicologia Philip Zimbardo dell'Università di Stanford conduce un esperimento psicologico per verificare l'ipotesi che i tratti della personalità dei prigionieri e guardie sono la causa principale del loro comportamento abusante. Nell'esperimento Zimbardo seleziona ventiquattro studenti maschi per partecipare ad una simulazione della vita carceraria per 7-14 giorni, facendo loro assumere i ruoli di prigionieri o di guardie in cambio di 15 dollari al giorno. L'esperimento è condotto in una finta prigione situata nel seminterrato di Jordan Hall, l'edificio di psicologia dell'università.
Gli studenti nel ruolo di guardie ben presto tendono ad abusare del potere loro attribuito e, in un certo senso, accade la stessa cosa al prof. Zimbardo. Due studenti che svolgono il ruolo di prigionieri abbandonano presto l'esperimento, che verrà bruscamente interrotto dopo solo sei giorni, in seguito all'intervento della dottoressa Christina Maslach (esperta di burnout), allora compagna del professore che, vedendo quei ragazzi in catene con la palla al piede, gli dice "quello che stai facendo a quei ragazzi è terribile!". Quella frase (come si legge ne L'effetto Lucifero) risuonò come uno schiaffo in faccia al ricercatore.

## Produzione
Il progetto di realizzare un film sull'esperimento carcerario di Stanford è stato annunciato nel 2002, quando il produttore Brent Emery ha commissionato a Tim Talbott di scrivere la sceneggiatura. Il progetto è stato rinviato per dodici anni, a causa di mancati finanziamenti e per lo sciopero degli sceneggiatori del 2007-2008.
La riprese sono iniziate a Los Angeles il 19 agosto 2014, sotto la produzione di Sandbar Pictures e Abandon Pictures.

## Distribuzione
Il film è stato presentato al Sundance Film Festival 2015 il 26 gennaio, dove ha vinto due premi. In Italia è stato distribuito nel 2016 attraverso iTunes.

## Riconoscimenti
- 2015 - Sundance Film Festival
  - Premio Waldo Salt miglior sceneggiatura
  - Premio Alfred P. Sloan